# Grandilocvență
Grandilocvență (din franceză grandiloquence) este un termen care are accepția de elocvență voit epatantă, în care locutorul adoptă un stil afectat, gongoric, bazat pe o locvacitate sterilă, ce abuzează de vocabule și de construcții sau tipare frazeologice bombastice, idiome sau expresii idiomatice alese în special din terminologia livrescă, cu scopul de epata auditoriul prin artificialitate și a obține efecte facile printr-un retorism emfatic și pompos, menit afișării cu ostentație a personalității proprii.
Apetitul pentru grandilocvența exprimării se îngemănează adesea cu incoerența comunicațională și încearcă să obnubileze platitudinea mesajului.

## Citate despre grandilocvență
- Lenin scria:[1] În lucrarea sa „Capitalul“, Karl Marx persiflează grandilocvența marii carte burghezo-democratice a libertăților și drepturilor omului, toată frazeologia bombastică pe tema libertății, egalității și fraternității în general, cu care se îmbată micii burghezi și filistinii tuturor țărilor, inclusiv mârșavii eroi de astăzi ai mârșavei Internaționale de la Berna.

- „Raportul Tismăneanu” e redactat într-un limbaj publicistic, retoric, „electoral“, într-o „limbă de lemn“ analoagă invers stereotipiei verbale comuniste…, de un „patetism grotesc, autodegradant“, care „împinge grandilocvența și tonul sforăitor până la indecență“.[2]

- Călinescu supralicitează în registrul grandilocvenței trucate: „Cu veleități pozitive, cu tendința de a reconstitui dintr-un dinte de cal un dinozaur, Hasdeu e un Al. Dumas al istoriei și un Edgar Poe al filologiei”.[3]

- Adevărat că înaintea lui începuse Bogdan P. Hașdeu a publica diferite documente, copii, informațiuni și fragmente culese la întâmplare din felurite izvoare rusești și polone. Activitatea lui istorică, lipsită de frâna, pe care o impune specialistului o bună pregătire metodică, a lunecat însă pe povârnișul exagerațiunilor romantice. Când a publicat monografia asupra lui Ioan Vodă cel Cumplit, despre care afirma că ar fi fost „singurul om în toată Europa, care gâci secretul democrației“, prin exclamațiile sale patetice și prin expresiuni grandilocvente a dovedit că-i departe de a avea o concepțiune istorică serioasă.[4]

- Ce găsim bun în film? În primul rînd, un firesc reconfortant în majoritatea scenelor, un joc expurgat de trombonisme, de eroisme de estradă. Asta într-o epocă a grandilocvenței bombastice, a gesturilor ample și ridicole.[5]

- Ipostaze polare ale simbolismului românesc au întruchipat George Bacovia și Ion Minulescu. Apropierea lor poate părea curioasă, deși un lucru îi unește vizibil: ilustrarea deformatoare a convenției poetice simboliste. Amândoi se abat de la această convenție, Bacovia în sensul hieratismului, Minulescu în cel al grandilocvenței arborescenței.[6]

- Dincolo de construcțiile megalomanice, de puzderia de funcții deținute, de omniprezența în locurile fierbinți ale vieții, la conturarea grandilocvenței și „eternității” regimului comunist au contribuit decisiv și numeroasele momente solemne cu conținut „istoric”.[7]

- „Mihai Borodi evită în sculpturile sale exteriorizarea grandilocvenței, sugerând doar un ritm al mișcării formelor statuare”, scria poetul Echim Vancea despre sculpturile non-figurative, esențializate și simplificate ale artistului sighetean.[8]

- Cea mai adevărată mască în sensul pur teatral, cu comportament, cu caracter, susținând și elementul politic al comediei este Căpitanul - plin de fanfaronadă cazonă, o adevărată mărturie grotescă a grandilocvenței războinicilor de orice fel.[9]

- [...] cât despre cugetarea lui filosofică, ea este o simplă banalitate, mascată sub o insuportabilă grandilocvență stilistică. Formele istorice și Memoriale reprezintă, de fapt, modele intolerabile de patetism verbal, de beție de cuvinte, locurile comune ale reflecției asupra vieții, învăluite într-o frazeologie bombastică, cu aere inspirate și mistice, ce puteau impresiona pe doamnele și pe tinerii din jurul catedrei lui, dar nu rezistă unei elementare analize a bunului-simț.[10]

## Efecte ale grandilocvenței
Hitler a fost îngrijit de doi medici: Karl Brandt și Theo Morrell. Despre Morrell, Brandt avea să scrie: Acesta reușise să-l fascineze pe Hitler cu fraze grandilocvente și să-i creeze un fel de psihoză medicală.